# Урусов, Григорий Алексеевич
Князь Григорий Алексеевич Урусов (1680 — 1743) — русский военный и государственный деятель из рода Урусовых, генерал-лейтенант, сенатор. Дед князя И. А. Гагарина, прадед князя А. Г. Щербатова.

## Биография
Старший сын стольника князя Алексея Никитича Урусова и Василисы, дочери окольничего князя П. А. Долгорукова. Младший брат Василий Урусов — основатель Каспийской флотилии, глава Оренбургской экспедиции.
В 1704 году князь Григорий Алексеевич был определен на службу в гвардию. 16 мая 1714 года был произведен в чин капитана и назначен командиром 13, а 8 мая 1715 года — командиром 4 роты Преображенского полка. 
С декабря 1717 по март 1722 года служил асессором следственной канцелярии князя Петра Голицына.
Одновременно с началом работы в следственной канцелярии Петра Голицына Г.А. Урусову довелось оказаться в числе судей на процессе царевича Алексея Петровича. Как и большинство гвардейских офицеров Григорий Алексеевич был включен в состав специального судебного присутствия, которое 24 июня (5 июля) 1718 г. приговорило царевича Алексея Петровича к смертной казни. Подпись гвардии капитана Григория Урусова стоит на приговоре 58-й по счету. 
После смерти Петра Голицына, вплоть до декабря 1723 г. возглавлял следственную канцелярию. Самым значимым уголовным делом данной канцелярии стало "счетное дело" в отношении "полудержавного властелина" светлейшего князя А.Д. Меншикова.
11 октября 1727 года князь Урусов был произведен в чин бригадира и 21 декабря назначен обер-комендантом Петропавловской крепости. 3 января 1728 года был пожалован чином генерал-майора. 4 марта 1730 года назначен сенатором.
В 1733 году, при подготовке корпусов для войны за польское наследство был определен во 2-й Смоленский корпус генерал-лейтенанта Карла Гохмута.
В 1734 году под командой генерал-аншефа Петра Ласси участвовал в осаде Данцига. В конце 1734 года князь во главе 1-й бригады действовал в Плоцком воеводстве. За действия в Речи Посполитой 12 декабря 1734 года был пожалован в генерал-лейтенанты.
В мае 1735 года, когда шла подготовка к Рейнскому походу, генерал-лейтенант князь Урусов был назначен командовать вторым корпусом, который должен был отправиться на Рейн. Из-за приближавшейся войны с Турцией, отправка корпуса не состоялась.
В период русско-турецкой войны 19 марта 1736 года князь был назначен формировать Украинский ландмилиционный корпус. 2 марта 1740 года князь Григорий Алексеевич был назначен воронежским губернатором и в этой должности состоял до 17 сентября 1741 года, когда был вновь назначен в Сенат.

## Семья
Князь Григорий Алексеевич был женат дважды. Первой его супругой с 1700 года была Фёкла Фёдоровна Нарбекова (ум. не позднее 1721), дочь стольника Федора Саввича Нарбекова. От этого брака была одна дочь и, возможно, двое сыновей:
- Софья Григорьевна — замужем с 1725 года за капитаном 1-го ранга князем Алексеем Ивановичем Щербатовым (ум. 1740).
- Петр Григорьевич (ум. до 1744)
- Алексей Григорьевич (ум. до 1744)

Второй супругой с приблизительно 1716/1721 была княжна Прасковья Даниловна Черкасская, дочь стольника князя Даниила Григорьевича Черкасского (ум. 1706), сына князя Г.С. Черкасского, и Марии Петровны Шереметевой (1668-1737), сестры фельдмаршала Б.П. Шереметева. От этого брака было 3 дочери и, как минимум, один сын:
- Сергей Григорьевич (ум. после 1769) — подполковник, был женат на Надежде Федоровне Хомяковой.
- Мария Григорьевна — жена с 1744 года князя Федора Васильевича Сибирского (1717-1758), сына князя В.А. Сибирского.
- Наталья Григорьевна — девица в 1744 году.
- Ирина Григорьевна (1730-е—4.03.1796) — девица в 1744 году, затем замужем за тайным советником князем Алексеем Ивановичем Гагариным (1723-...).